# 彭加伦
彭加伦（1906年—1970年），中国政治人物，江西奉新人。

## 生平
1925年10月加入中国共产党，1930年起历任中国工农红军第8、第9纵队政委，中国工农红军第二十二军军委秘书长、政治部宣传部长，中国工农红军第1军团政治部宣传科科长等。期间，任《红色中华》《中华苏维埃》记者。参加中国工农红军长征，创作《别》《追》《大王山上路难》《渡金沙江胜利歌》《战斗鼓动歌》《夺泸定桥》和《到陕北去》等。1936年12月12日西安事变中随周恩来、叶剑英等赴西安，任中共陕西省委秘书长、中国工农红军驻云阳办事处主任。后任甘肃兰州组建国民革命军第八路军办事处处长。1939年任中共中央军委政宣部副部长、秘书长。1942年任八路军前方总司令部政宣部副部长。第二次国共内战时期，先后任东北敌工部副部长，东北民主联军总政治部联络部长。中华人民共和国成立后，先后任中共江西省委宣传部部长、中央教育部工农教育局局长等。1970年1月16日在北京病逝。

## 子女
- 彭宁
- 彭查理
- 彭燕燕，夫乔宗淮